# Upplands runinskrifter Fv1958;250
U Fv1958;250 är en vikingatida runsten från mitten av 1000-talet av granit som legat i den försvunna nordmuren av  Sankt Lars kyrkoruin, Sigtuna och Sigtuna kommun.
Runstenen påträffades 1956 vid grävningsarbeten i norra delen av Stadsparken. Stenen har legat som grundsten i kyrkans nordvägg. Av trycket hade stenen brustit i sex delar. Sedan runstenen lagats restes den på sin nuvarande plats. Den är 230 cm hög varav 192 cm ovan mark. Bredden varierar från 123 cm vid basen till 80 cm vid toppen. Tjockleken är som mest 55 cm. Runornas storlek är sju till tio cm. Ett lager röd färg, som visade sig vara blymönja fanns bevarad, vilket bör betyda att stenen lagts i kyrkogrunden endast några decennier efter att den ristats, och därför också ger en grov datering av kyrkomuren. Ristningen är utförd av en skicklig och konstnärligt framstående ristare, och visar stora likheter med bland andra U 255, U 267, U 269 och U 674, och antas därför också vara utförd av ristaren Fot.

## Inskriften
Translitterering av runraden:
× ...nuntr × lit × raisa × stain þina × at × s(i)(k) × kuik-...n ×
Normalisering till runsvenska:
[A]nundr let ræisa stæin þenna at sik kvik[va]n.
Översättning till nusvenska:
Anund lät resa denna sten efter sig själv, medan han levde.